# Santi Latora
Santi Latora (Palermo, 23 luglio 1935) è un organista, compositore e arrangiatore italiano.

## Biografia
Santi Latora nasce a Palermo il 23 luglio del 1935, dove passa l'infanzia e si diploma in violino presso il Conservatorio Alessandro Scarlatti nel 1953, per poi rivolgere il suo interesse verso l'organo elettrico. Tra il '55 e il '66 si trasferisce a Milano, dove collabora con vari artisti tra cui Mina, Franco Franchi e Riccardo Rauchi. In questo periodo suona in molti club italiani come il Gallery e il Bounty di Milano, La Villa Romana di Alassio, la Cabala di Roma, ma fu all'Hotel Santa Cristiana di Numana che Latora incontra il presidente della Farfisa Paolo Settimio Soprani, che gli propone il sodalizio con la propria azienda assumendolo come consulente musicale e dimostratore.
Nel 1967 Santi Latora lascia il gruppo in favore del suo ruolo nell'azienda divenendone così una delle voci ufficiali nell'easy listening del suono Farfisa.
Nel 2000, la IRMA pubblica la serie di compilazioni lounge dal titolo Mo'plen, inserendovi molti dei brani di Santi Latora.
Nel corso della sua carriera ha collaborato anche con Sergio Endrigo, Pino Presti, Gianni Bedori (alias Johnny Sax), Riccardo Del Turco.

## Discografia parziale

### Album
- 1965 - Sentimentale (LP, Durium)
- 1966 - Great Themes From Great Motion Pictures  (LP, Durium)
- 1967 - Psychodelic Sound (LP, Durium)
- 1968 - Professional (LP, Durium)
- 1969 - Musica Dallo Schermo  (LP, Durium)
- 1970 - Sentimentale 2° (LP, Durium)
- 1971 - Blue Flame (LP, Durium)
- 1973 - Multi Sound Organ (LP, Durium)
- 1974 - Emotion (LP, Durium)
- 1974 - The Sound Maker  (LP, Durium)
- 1975 - Latin Soul - Free Electronic Sound (LP, Durium)
- 1977 - Themes From Movies (LP, Durium)
- 1977 - Music For My Friends (LP, Durium)
- 1978 - Música Para Mis Amigos (LP, Durium)
- 1979 - Theme From Movies N. 2 (LP, Durium)
- 1981 - He's Magic! (LP, Durium)
- 1982 - Fantasy (LP, Durium)
- 1982 - Memories  (LP, Durium)

### Singoli ed EP
- 1966 - The Shadow of Your Smile (7", Durium)
- 1967 - Casino Royale Theme / Sentimentale (7", Durium)
- 1967 - Good Bye Finale / Smoothly (7", Durium)
- 1969 - 7 Volte 7 / Canto De Angola (7", Durium)
- 1969 - Organo "Professional" E Orchestra  (7", Durium)
- 1975 - Brazil (7", Durium)

### Compilazioni
- 1983 - Collage - 16 Hits Strumentali con il brano L'immensità (LP, Durium)
- 1987 - Love Moments Vol.5 con il brano L'immensità (LP, Music-Box)
- 2001 - Mo'plen 4000 - Glamorous Boogie Grooves For A Fashion Lifestyle con i brani Superstar, Skyscrapers ed Oh! Calcutta (LP, IRMA)
- 2003 - Mo'Plen Bacharach con il brano The Look Of Love (LP, IRMA)

### Spartiti pubblicati
- Due pezzi facili, Santi Latora (BERBEN Edizioni Musicali)
- Interludio e novelletta, Santi Latora (BERBEN Edizioni Musicali)
- La caccia, Santi Latora (BERBEN Edizioni Musicali)
- Tema in do minore, Santi Latora (BERBEN Edizioni Musicali)
- Tre divertimenti, Santi Latora (BERBEN Edizioni Musicali)
- Tre momenti, Santi Latora